# 南史
| 中國二十四史 | 中國二十四史   | 中國二十四史 | 中國二十四史 | 中國二十四史 |
| 次序         | 書名           | 作者         | 作者         |              |
| 次序         | 書名           | 姓名         | 時代         |              |
| ------------ | -------------- | ------------ | ------------ | ------------ |
| 1            | 史记           | 司馬遷       | 西漢         |              |
| 2            | 汉书           | 班固         | 東漢         |              |
| 3            | 后汉书         | 范曄         | 劉宋         |              |
| 4            | 三國志         | 陈寿         | 西晋         |              |
| 5            | 晋书           | 房玄龄等     | 唐           |              |
| 6            | 宋书           | 沈约         | 蕭梁         |              |
| 7            | 南齐书         | 萧子显       | 蕭梁         |              |
| 8            | 梁书           | 姚思廉       | 唐           |              |
| 9            | 陈书           | 姚思廉       | 唐           |              |
| 10           | 魏书           | 魏收         | 北齐         |              |
| 11           | 北齐书         | 李百药       | 唐           |              |
| 12           | 周书           | 令狐德棻等   | 唐           |              |
| 13           | 南史           | 李延寿       | 唐           |              |
| 14           | 北史           | 李延寿       | 唐           |              |
| 15           | 隋书           | 魏徵等       | 唐           |              |
| 16           | 旧唐书         | 刘昫等       | 后晋         |              |
| 17           | 新唐书         | 欧阳修等     | 北宋         |              |
| 18           | 旧五代史       | 薛居正等     | 北宋         |              |
| 19           | 新五代史       | 欧阳修       | 北宋         |              |
| 20           | 宋史           | 脱脱等       | 元           |              |
| 21           | 辽史           | 脱脱等       | 元           |              |
| 22           | 金史           | 脱脱等       | 元           |              |
| 23           | 元史           | 宋濂等       | 明           |              |
| 24           | 明史           | 张廷玉等     | 清           |              |
| 相關         | 東觀漢記       | 劉珍等       | 東漢         |              |
| 相關         | 新元史         | 柯劭忞       | 民國         |              |
| 相關         | 清史稿         | 趙爾巽等     | 民國         |              |
| 相關         | 點校本二十四史 | 顧頡剛等     | 共和國       |              |

《南史》，唐朝李延寿撰。纪传体，共八十卷，含本纪十卷，列传七十卷，上起劉宋永初元年（420），下迄南陳祯明三年（589）。记刘宋、南齊、南梁、陈四國一百七十年史事的南朝史。《南史》與《北史》是唐初史家李延壽的作品。他撰寫這兩部書是為了「追終先志」，繼承父親李大師（570－628）未完成的事業。

## 編撰過程
李大師鑑於南北朝各朝歷史，記事重複，詳于本國而略於他國，「常以宋、齊、梁、陳、魏、齊、周、隋南北分隔，南書謂北為『索虜』，北書指南為『島夷』。又各以其本國周悉，書別國並不能備，亦往往失實。常欲改正」。於是發奮成就《南史》與《北史》。《南史》以《宋書》、《南齊書》、《梁書》及《陳書》為藍本，共566卷，又參考「雜史」千餘卷，刪繁就簡，事增文省，其中删《魏书》、《宋书》最多，刪文多为诏诰、符檄、章表。《南史》有〈本紀〉十卷、〈列傳〉七十卷，但無〈表〉、〈志〉。
李大師卒於唐太宗貞觀二年（628年），當時《南史》、《北史》皆未能成書，最後由在史局工作的李延壽繼續撰述，「因於編輯之暇，晝夜抄錄之」，後因事離開史局，「以所得者編次之，然尚多闕，未得及終」，貞觀十五年（641年），繼續編撰，「因茲復得勘究宋、齊、魏三代之事所未得者」。顯慶四年（659年）《南史》成書，「始末修撰，凡十六載」。司马光给劉恕信中感叹道：“乃知李延寿之书，亦近世之佳史也。虽于祥诙嘲小事，无所不载，然叙事简径，比于南北正史，无烦冗芜秽之辞。窃谓陈寿之后，惟延寿可以亚之也。”自有南北二史之後，《宋書》、《南齊書》、《魏書》、《梁書》、《陳書》、《北齊書》、《周書》、《隋書》被稱為八書，史稱「二史八書」。《南史》與《北史》均广为流传，致“学者止观其书，沈约、魏收等所撰皆不行”。
《南史》與《北史》皆用「家傳」形式突出門閥士族的地位，以王、謝等大家為主，〈列传〉多附传，附传的人物多屬家族成員，例如《南史·袁湛传》附传人物達12人，《北史·陆俟传》附传多至20人，前后相去百餘年，乃至於有大量的神怪迷信，王鸣盛批此甚谬妄。朱熹說：“南北史除了通鑑所取者，其餘只是一部好笑底小說。”同時《南史》、《北史》內容亦有重复现象。《南史》中更刪除了部分判決文字（包含《後漢書》的作者范曄等人之罪名文字），使成不白之冤。

## 内容

### 本紀
1. 宋本紀上第一 - 武帝・少帝
2. 宋本紀中第二 - 文帝・孝武帝・前废帝
3. 宋本紀下第三 - 明帝・後废帝・順帝
4. 齐本紀上第四 - 高帝・武帝
5. 齐本紀下第五 - 废帝鬱林王・废帝海陵恭王・高宗明皇帝・废帝東昏侯・和帝
6. 梁本紀上第六 - 武帝上
7. 梁本紀中第七 - 武帝下
8. 梁本紀下第八 - 簡文帝・元帝・敬帝
9. 陳本紀上第九 - 武帝・文帝・废帝
10. 陳本紀下第十 - 宣帝・後主

### 列传
1. 列传第一 后妃上 - 宋孝穆赵皇后・孝懿萧皇后・武敬臧皇后・武张夫人・文章胡太后・少帝司马皇后・文元袁皇后（潘淑妃）・孝武昭路太后・明宣沈太后・孝武文穆王皇后・宣贵妃・前废帝何皇后・明恭王皇后・后废帝陈太妃・后废帝江皇后・顺陈太妃・顺谢皇后・齐宣孝陈皇后・高昭刘皇后・武穆裴皇后・文安王皇后・郁林王何妃・海陵王王妃・明敬刘皇后・东昏褚皇后・和王皇后
2. 列传第二 后妃下 -  梁文献张皇后・武德郗皇后・武丁贵嫔・武阮修容・简文王皇后・元徐妃・敬夏太后・敬王皇后・陈武宣章皇后・文沈皇后・废帝王皇后・宣柳皇后・后主沈皇后・张贵妃
3. 列传第三 宋宗室及諸王上 - 劉道憐・劉道規・劉義慶・劉遵考・劉義真・劉義康・劉義恭・劉義宣・劉義季
4. 列传第四 宋宗室及諸王下 -
5. 列传第五 - 劉穆之・徐羨之・傅亮・檀道济
6. 列传第六 - 王鎮恶・朱龄石・毛修之・傅弘之・朱修之・王玄謨
7. 列传第七 - 劉敬宣・劉怀肅・劉粹・孫处・蒯恩・向靖・劉鍾・虞丘進・孟怀玉・胡藩・劉康祖
8. 列传第八 - 趙倫之・蕭思話・臧燾
9. 列传第九 - 謝晦・謝裕・謝方明・謝灵運
10. 列传第十 - 謝弘微
11. 列传第十一 - 王弘
12. 列传第十二 - 王曇首
13. 列传第十三 - 王誕・王華・王惠・王彧
14. 列传第十四 - 王裕之・王鎮之・王韶之・王悦之・王准之
15. 列传第十五 - 王懿・到彦之・垣護之・張興世
16. 列传第十六 - 袁湛
17. 列传第十七 - 孔靖・孔琳之・殷景仁
18. 列传第十八 - 褚裕之
19. 列传第十九 - 蔡廓
20. 列传第二十 - 何尚之
21. 列传第二十一 - 張裕
22. 列传第二十二 - 張邵
23. 列传第二十三 - 范泰・荀伯子・徐廣・鄭鮮之・裴松之・何承天
24. 列传第二十四 - 顔延之・沈怀文・周朗
25. 列传第二十五 - 劉湛・庾悦・顧琛・顧恺之
26. 列传第二十六 - 羊欣・羊玄保・沈演之・江夷・江秉之
27. 列传第二十七 - 沈慶之・宗悫
28. 列传第二十八 - 柳元景
29. 列传第二十九 - 殷孝祖・劉勔
30. 列传第三十 - 魯爽・薛安都・鄧琬・宗越・吴喜・黄回
31. 列传第三十一 齐宗室 - 蕭道度・蕭道生・蕭遙光・蕭遙欣・蕭緬・蕭景先・蕭赤斧・蕭諶・蕭誕・蕭坦之
32. 列传第三十二 齐高帝諸子上 - 蕭嶷
33. 列传第三十三 齐高帝諸子下 - 蕭映・蕭晃・蕭曄・蕭暠・蕭鏘・蕭鑠・蕭鑑・蕭鋒・蕭鋭・蕭鏗・蕭銶・蕭鉉
34. 列传第三十四 齐武帝諸子・文惠諸子・明帝諸子 -
35. 列传第三十五 - 王敬則・陳显達・張敬兒・崔慧景
36. 列传第三十六 - 李安人・戴僧静・桓康・焦度・曹武・呂安国・周山圖・周盤龍・王广之
37. 列传第三十七 - 荀伯玉・崔祖思・蘇侃・虞悰・胡諧之・虞玩之・劉休・江祏
38. 列传第三十八 - 陸澄・陸慧曉・陸杲
39. 列传第三十九 - 庾杲之・王諶・孔珪・劉怀珍
40. 列传第四十 - 劉瓛・明僧紹・庾易・劉虬
41. 列传第四十一 梁宗室上 - 蕭景・蕭懿・蕭敷・蕭暢・蕭融・蕭宏
42. 列传第四十二 梁宗室下 - 蕭秀・蕭偉・蕭恢・蕭憺
43. 列传第四十三 梁武帝諸子 - 昭明太子・蕭綜・蕭績・蕭续・蕭綸・蕭紀
44. 列传第四十四 梁簡文帝諸子・元帝諸子 -
45. 列传第四十五 - 王茂・曹景宗・曹義宗・席闡文・夏侯詳・吉士瞻・蔡道恭・楊公則・鄧元起・張惠紹・張澄・馮道根・康絢・昌義之
46. 列传第四十六 - 張弘策・庾域・鄭紹叔・呂僧珍・乐藹
47. 列传第四十七 - 沈約・范雲
48. 列传第四十八 - 韋叡・裴邃
49. 列传第四十九 - 江淹・任昉・王僧孺
50. 列传第五十 - 范岫・傅昭・孔休源・江革・徐勉・許懋・殷鈞
51. 列传第五十一 - 陳伯之・陳慶之・蘭欽
52. 列传第五十二 - 賀瑒・司馬褧・朱异・顧協・徐摛・鮑泉
53. 列传第五十三 - 王神念・羊侃・羊鴉仁
54. 列传第五十四 - 江子一・胡僧祐・徐文盛・陰子春・杜崱・王琳・張彪
55. 列传第五十五 陳宗室諸王 - 陳擬・陳詳・陳慧紀・陳昌・陳曇朗・陳伯茂・陳伯山・陳伯固・陳伯恭・陳伯仁・陳伯義・陳伯礼・陳伯智・陳伯謀
56. 列传第五十六 - 杜僧明・周文育・侯瑱・侯安都・欧陽頠・黄法𣰰・淳于量・章昭達・吴明徹
57. 列传第五十七 - 胡穎・徐度・杜稜・周铁武・程灵洗・沈恪・陸子隆・钱道戢・駱文牙・孫瑒・徐世譜・周敷・荀朗・周炅・魯悉達・蕭摩訶・任忠・樊毅
58. 列传第五十八 - 赵知礼・蔡景歷・宗元饒・韓子高・華皎・劉師知・謝岐・毛喜・沈君理・陸山才
59. 列传第五十九 - 沈炯・虞荔・傅縡・顧野王・姚察
60. 列传第六十 循吏 -
61. 列传第六十一 儒林 -
62. 列传第六十二 文学 -
63. 列传第六十三 孝義上 -
64. 列传第六十四 孝義下 -
65. 列传第六十五 隐逸上 - 陶淵明
66. 列传第六十六 隐逸下 - 陶弘景
67. 列传第六十七 恩倖 -
68. 列传第六十八 夷貊上 - 林邑国・扶南国・中天竺国・師子国
69. 列传第六十九 夷貊下 - 高句麗・百济・新羅・倭国・扶桑国・河南王・宕昌国・鄧至国・武興国・荊雍州蛮・豫州蛮・高昌国・龟茲・于闐・波斯国・蠕蠕
70. 列传第七十 賊臣 - 侯景・熊曇朗・周迪・留異・陳寶應

## 延伸阅读
[在维基数据编辑]
 在维基文库阅读本作品原文（ 在维基共享资源阅览影像）
 《南史 (四庫全書本)》
 《欽定古今圖書集成·理學彙編·經籍典·南北史部》，出自陈梦雷《古今圖書集成》

## 外部連結
- 中華典藏：二十五史全文（简体／繁體）（页面存档备份，存于）